# Элвитегравир/кобицистат/эмтрицитабин/тенофовир
Элвитегравир/кобицистат/эмтрицитабин/тенофовир (торговое название Stribild), также известный как таблетки Quad — комбинированный препарат для лечения ВИЧ/СПИД. Элвитегравир, эмтрицитабин и тенофовир непосредственно подавляют вирусную репродукцию. Кобицистат усиливает действие элвитегравира.
Препарат изготовлен фармкомпанией Gilead Sciences. 27 августа 2012 года Стрибилд получил одобрение от FDA на использование у взрослых пациентов, начинающих антиретровирусную терапию. Gilead заявила оптовую цену на Stribild в $28 500 на пациента в год. Gilead утверждает, что цена Stribild сопоставима с другими препаратами для лечения ВИЧ. Stribild на 39 % дороже, чем Complera (трёхкомпонентный препарат, утверждённый годом ранее). На момент утверждения Complera, были опасения по поводу оптовой стоимости препарата Atripla в $20 500, который производился компаниями Gilead и Bristol Myers Squibb. Цены на ВИЧ-препараты существенно увеличились, даже во время экономического спада. Атрипла (комбинированный препарат, выпущенный в 2006 году) был в своё время оценён в $13 800 на человека в год.